# Zdenka Schelingová
Zdenka (al secolo Cecília) Schelingová (Dolný Kubín, 25 dicembre 1916 – Trnava, 31 luglio 1955) è stata una religiosa slovacca della congregazione delle Suore di Carità della Santa Croce. È stata beatificata da papa Giovanni Paolo II nel 2003.

## Il culto
Il 7 luglio 2003 papa Giovanni Paolo II ha autorizzato la Congregazione per le Cause dei Santi a promulgare il decreto sul martirio di Zdenka Schelingová.
È stata proclamata beata il 14 settembre 2003 da Giovanni Paolo II in una cerimonia celebrata sulla spianata di Petržalka a Bratislava.